# Myolepta aurinota
Myolepta aurinota är en tvåvingeart som först beskrevs av James Stewart Hine 1903.  Myolepta aurinota ingår i släktet parkblomflugor, och familjen blomflugor. Inga underarter finns listade i Catalogue of Life.